# Scott Fellows
Scott Fellows (28 settembre 1965) è un regista e autore televisivo statunitense.
È il creatore e produttore delle sitcom Ned - Scuola di sopravvivenza e Big Time Rush, trasmesse entrambi su Nickelodeon, e delle serie animate Johnny Test e Supernoobs. È stato candidato all'Emmy per la colonna sonora di Due fantagenitori.

## Scrittore e produttore
- Ned - Scuola di sopravvivenza - serie TV (2004–2007)
- Big Time Rush - serie TV (2009–2013)
- Big Time Movie, regia di Savage Steve Holland – film TV (2012)
- Johnny Test - serie animata (2008-2014)
- 100 cose da fare prima del liceo - serie TV (2014–2016)
- Supernoobs - serie animata (2015-2019)
- Le avventure di Rocky e Bullwinkle - serie animata (2018)